# FlyFF
Fly For Fun (FlyFF; англ. Fly - летать(полёт); For - для; Fun - удовольствие, счастье) является MMORPG, созданной корейской компанией Gala Lab. FlyFF это необычная, ориентированная на прокачивание персонажей в группах игра, где один персонаж не может полноценно развиваться, в прокачивании ему помогает группа, в которой игроки убивают мобов вместе. Главная отличительная особенность игры — система полётов. Полёт — обычный способ передвижения игроков выше 20-го уровня.
Игра локализована в 13 странах и переведена на 10 языков. Утверждается, что в игру играют более 6 миллионов игроков по всему миру. Русский сервер был закрыт в 2012 году 14 декабря. Официальный русский сайт был закрыт 28 декабря 2012 года.

## Развитие
В декабре 2002 Aeonsoft создала первый образец игры, названный в то время Clockworks Ltd. В сентябре 2006 компания изменила название игры на FlyFF и начала закрытое бета тестирование в Корее. В июле 2004 FlyFF получила премию Игра месяца от корейского Министерства культуры, Спортивных состязаний и Туризма. За следующий год игра стартовала ещё в трёх странах: Китае, Тайване и Таиланде. В октябре 2005 в США началось закрытое бета тестирование, продолжавшееся в течение месяца, игра стартовала там в декабре. В январе 2009 года было объявлено о старте закрытого бета тестирования в России.

## История мира

### История Мадригала и Трёх Клоунесс

#### Действие 1: Сотворение мира
Однажды пять Создателей, обладавших безграничной мощью, сидели и скучали. Чтобы развлечься, они решили сотворить новый мир — мир магии и бесконечной энергии.
- Чтобы мир не поглотила засуха, они сотворили Воду.
- Чтобы мир дышал, они сотворили Ветер.
- Чтобы у мира была опора, они сотворили Землю.
- Чтобы закалить души людей, они сотворили Огонь.
- Чтобы люди помнили о создателях, они сотворили Молнии.

Был создан новый мир, названный Рондо.

#### Действие 2: Райс
Рондо процветал. Людей становилось всё больше, и они стали постепенно заселять материк, а Создатели смотрели на всё и благосклонно улыбались. Но людям стало одиноко, и они попросили создать себе друзей, чтобы к тем можно было обратиться в трудную минуту. И тогда доброжелательные Создатели дали жизнь новой расе — Карликам. Карлики были низкорослыми, но крепкими и умными существами. Люди и карлики подружились и несколько сотен лет жили в гармонии и согласии.
Через некоторое время Создателям наскучило смотреть за миром, созданным ими, и они решили покинуть Рондо. Люди и карлики просили Создателей остаться, но те ответили: «Мы не можем остаться, но мы создадим вам богиню». И тогда они создали богиню Райс — хранительницу Рондо. Райс следила за миром несколько тысяч лет, но потом… ей стало одиноко.

#### Действие 3: Война Клоунесс
Райс сотворила Трёх Клоунесс и наделила их теми качествами, которые были присущи ей самой.
- Лучик стала воплощением доброты и веселья Райс.
- Тень стала воплощением гнева и ярости Райс.
- Параллельна стала воплощением равнодушия и апатии Райс.

Тень, будучи созданной из гнева Райс, пожелала власти и контроля над Рондо, для этого она решила разрушить Рондо и уничтожить его обитателей. Она отколола от Рондо кусок и отправила его в небо, надеясь, что жители парящего острова — Мадригала — погибнут. Но люди и карлики сплотились и продолжили жить, как будто ничего не произошло. Разгневанная Тень создала новых существ — марионеток — и отправила их на битву с жителями Мадригала. Лучик поняла, что должна вмешаться, она расколола Мадригал на острова, и марионетки рассеялись по ним. А Параллельна… смотрела и молчала. Если верить древним легендам, восемь героев-людей восстали против Тени, Лучик сама повела их в бой. Герои отдали свои жизни в бою с марионетками и спасли Мадригал и его обитателей.

#### Действие 4: Новый мир
Война закалила сердца жителей Мадригала. Они никогда не забывали друзей и родных, оставшихся внизу, на Рондо. Прошли века, города были восстановлены, но жители Мадригала всё ещё помнят о войне, ведь марионетки до сих пор бродят по просторам летающих островов.
Люди отважно сражаются с марионетками, готовясь к возвращению Ужасной Клоунессы…

## Мадригал
Мадригал - это архипелаг летающих островов, по легенде оторванный от земного Рондо. В этот гигантский архипелаг входит неопределённое количество летающих островов. Столицей Мадригала принято считать город Фларинцию.

### Города Мадригала
По всей территории летающих островов расположены населённые пункты, большие и маленькие. Однако полноценными городами следует считать те, в центре которых стоит мэр. Таких городов три: Фларинция, Санто-Морген и Даркон. В этих же городах есть всевозможные NPC, и их обычно больше, чем в других городках.

## Игровой процесс
Игрок управляет персонажем, проводящим активное время игры в боях с марионетками, а пассивное время — торгующим в своей лавочке. Система уровней следующая: игрок развивается до 15-го уровня и получает первое амплуа. Затем идёт развитие до 60-го уровня, на котором происходит получение 2-го амплуа. После этого персонаж развивается до 120-го уровня, выполняет задание и становится Мастером, после чего он сбрасывается на 60-й уровень. Затем Мастер вновь развивается до 120-го уровня, выполняет задание и становится Героем. Герой развивается до 130-го уровня, на котором получает 3-е амплуа, после чего развивается до 150-го уровня.
На каждом уровне игрок получает очки характеристик, которые можно вложить в 4 существующие характеристики: Сила, Выносливость, Ловкость и Интеллект. Также игрок получает очки умений, которые вкладываются в умения, особенные для каждого класса. Набор умений самый разнообразный. С их помощью можно оглушить врага, отправить его в иллюзорный мир, или же, например, вызвать метеоритный дождь, наносящий урон. Кроме атакующих умений есть защитные умения. С их помощью униформисты, атлеты и иллюзионисты могут лечить союзников, увеличивать свои и чужие характеристики.
В игре есть 2 способа получения опыта: убийство марионеток и выполнение заданий NPC. Второе часто сводится к убийству нужного количества марионеткок, либо доставке нужного предмета.
Из марионеток может выпадать обычное и редкое снаряжение, игровые деньги, называемые пенни, и некоторые другие вещи. Торговля является важной частью игры, поэтому практически любой предмет может быть продан в своей лавочке.
При начале игры ты встречаешь ПинГвида, который даёт тебе знать что такое Fly for Fun и Мадригал. Самые сильные монстры называются «Боссами» как и в любых других играх. В игре максимальное число персонажей можно создать: 3 (Если у тебя не несколько аккаунтов). В игре чаще всего проводятся акции. Появление или объявления появляются во время игры. Полоской белыми/серыми/зелёными/синими буквами.

## Классы игры
В данной игре классы носят название амплуа. В отличие от большинства MMORPG, здесь выбор класса происходит не во время создания персонажа, а только после достижения 15-го уровня. До этого момента любой персонаж имеет класс Бродяга. По достижении 15-го уровня игрок может выбрать один из 4-х основных классов(амплуа): Униформист, Борец, Фокусник и Акробат. По достижении 60-го уровня каждый класс ветвится на 2 подкласса, происходит смена амплуа: Униформист может стать Атлетом, либо Иллюзионистом. Борец становится Гладиатором или Фехтовальщиком. Фокусник может выбрать путь Факира, либо стать Манипулятором. Акробат же может стать Стрелком или Шутом. Смена амплуа обязательна, пока игрок не поменяет своё амплуа, он не будет получать опыт, и развитие персонажа прекратится. Смена амплуа на 60-м уровне не последняя, на 130-м уровне каждое амплуа развивается. Атлет становится Чемпионом, Иллюзионист становится Мнемоником, Гладиатор становится Джаггернаутом, Фехтовальщик становится Дуэлянтом, Факир становится Пиромантом, Манипулятор становится Гипнотизёром, Стрелок становится Штурмовиком, Шут становится Эквилибристом. Всего в игре 210 уровней(цифра 210 получится, если сложить все полученные уровни, но из-за сбрасывания уровня при получении Мастера финальный отображаемый уровень 150)

### Сравнение Классов
У всех классов есть свои плюсы и минусы. Идеального класса как и в любой ММОРПГ нет.
Однако существуют идеальные классы, но лишь в некоторых направлениях.
В ПвП и «Гигханте» хороши Фехтовальщики, Факиры"", Манипуляторы и Атлеты (Ассалеры). В помощи нужнее Иллюзионисты и Гладиаторы. При «каче» помогут Атлеты (АоЕ), Стрелки, Факиры и Фехтовальщики. Для «танка» лучше всего в первую очередь гладиаторы, а потом могут быть атлеты. Фехты — боги пвп, особенно с донатом и ЛВК билдом.

## Система боя
Бой бывает 2-х видов: наземный и воздушный. Стиль наземного боя различается в зависимости от выбранного амплуа. Униформисты и Борцы сражаются в ближнем бою, а Акробаты и Фокусники — в дальнем.
Во время наземного боя игроку требуется лишь выбрать марионетку и атаковать, дальнейшие удары персонаж делает без помощи игрока. Во время боя игрок может использовать умения, а также восстанавливаться с помощью эликсиров. Существует 3 индикатора: ОЗ(очки здоровья), ОЭ(очки энергии) и ОМ(очки маны), которые восстанавливаются едой, энергетиками и освежителями соответственно. Также во время боя игрок может получать лечение от других игроков.
Воздушный бой несколько отличается. Издалека могут атаковать лишь игроки, чьим оружием является волшебная палочка. Остальным же, а именно Униформистам, Борцам, Акробатам, и Фокусникам (только тем, которые сражаются посохом), необходимо подлетать к монстру вплотную. В воздухе нельзя использовать умения, а все предметы, выпавшие из мёртвой марионетки автоматически падают в инвентарь.

## PvP
PvP также как и PvE используется в мире FlyFF. Для начала боя оба игрока должны подтвердить своё согласие на сражение. Исключение составляют арены, где можно атаковать любого игрока без согласия последнего. После начала боя игроки используют свои умения и эликсиры, чтобы победить. Чаще всего ПВП дерутся только уровни с 20 по 150 (для мастера до 239). Если пойти на ПВП уровнем меньше то есть шанс проиграть. При победе тебе выдаётся 1 победа. При назначенной кол-во побед тебе дают Титул.

## Игровые системы

### Система Лордов
Данная система введена в акте 12. Она позволяет игрокам, достигшим 60-го уровня, голосовать за кандидата, подавшего заявку на становление Лордом сервера. Титул лорда остаётся за победителем в течение 2-х недель. Лордом может стать только игрок, получивший звание Мастер или Герой. Лорд получает 45 % налогов, собранных за день, остальная часть уходит гильдии, завоевавшей Тайную комнату. Лорд может назначить событие по повышению опыта на своём сервере и повысить шанс выпадения трофеев из марионеток. Чтобы Лорд был избран, в голосовании должны принять участие не менее 10 % населения, способного голосовать. Каждый игрок может голосовать лишь за одного кандидата.

### Система трупп
Данная система позволяет игрокам развиваться в группах(трупах), что гораздо удобнее, нежели чем одному. В труппе может быть от 2-х до 8-ми игроков. На 10 уровне труппа становится профессиональной и получает умения труппы.

### Система гильдий
FlyFF — это MMORPG, и гильдии — её важная особенность. Участники одной гильдии могут использовать чат гильдии для общения. Многие из возможностей игры основаны на данной системе. В каждой гильдии существует иерархия: Лидер, Офицер, Ветеран, Рядовой, Новичок. При этом Лидер обладает наибольшими правами, а Новичок — наименьшими. Чтобы развивать гильдию предусмотрена система вкладов. Создать гильдию можно после 40-го уровня. Для этого есть специальное задание.

### Битва с Часонизмом
Это битва участников гильдии в особой клетке с боссом — Часонизмом. Каждая гильдия может победить Часонизма лишь однажды. Часто новые гильдии создаются только для боя с Часонизмом. Если гильдия не одержала победу, она может попытаться снова, но следующего боя нужно ждать 48 часов, то есть 2 дня. При этом у Часонизма 62,5 миллионов жизней.
(Цитата с закрытого на данный момент русскоязычного сайта локализации: Босс 80 уровня, имеющий примерно 62 500 000 ОЗ. Не имеет элемента)

### Система пары
Данная система введена в акте 13, чтобы поощрить совместное развитие. Она заключается в том, что персонаж мужского пола и персонаж женского пола связываются узами брака. С получением нового уровня пары игроки, входящие в неё, получают особые умения и подарки. Самый максимальный уровень пары 21 уровень. Такого уровня нужно получить спустя 3х месяцев. Опыт прибавляется когда оба игрока находятся Онлайн и на одном сервере.

### Система ментор/ученик
Данная система введена в акте 15. Она позволяет игроку, достигшему 91-го уровня взять ученика более низкого уровня. В этом случае оба будут получать прибавку к опыту. У одного ментора может быть до 3-х учеников, если у него достаточно очков менторства. Чем больше учеников у ментора, тем большую прибавку к опыту он получает. Прибавка к опыту учеников остаётся неизменной и зависит от уровня ученика.

### Особые квесты
Такие квесты чаще выдаются как События или взяты у НПС. Квесты такие как например собрать 100 сердец. За собирание дают особый подарок. Еду, предметы, одежду, пенни. Такие квесты выполняются ТОЛЬКО 1 РАЗ. Посмотреть условия можно на сайте игры.
Нашествия,Монстры
Такое иногда бывает в праздники. Такие как Новый год. В определённое время начинается Нашествие. Монстры начинают нападать со всех сторон. Такие нашествия чаще случаются в Санто-Моргане. Иногда приходит Часонизм (Его могут бить все!) и более сильные монстры. За такие нашествия дают очень ценные призы.

## Другие игровые системы

### События
События, повышающие опыт или шанс выпадения трофеев. Также это могут быть конкурсы с призами. Они проводятся с определённой периодичностью командой Гейм Мастеров(ГМ).

### Система сбора
Введённая в акте 11 система, позволяющая, с помощью специального предмета — Мусор-о-матика — собирать в особых зонах — Свалках токсичных отходов — предметы. Это могут быть как арканы, использующиеся для усиления снаряжения, так и редкая тучка, использующаяся для полётов, а также многое другое.

### Частные лавочки
Система, позволяющая игроку открыть свою лавочку, в которой он может продавать предметы из своего инвентаря за любую цену. Другой игрок может зайти в лавочку и купить предметы, в этом случае сумма денег, равная стоимости товара, переместится из инвентаря покупателя в инвентарь продавца. Но также надо смотреть, можно ли продать игроку в лавочке предметы.(Кв. предметы продаются только такие, которые вы бьете с монстров. Такие, как например Сердце Тирано продать нельзя!)

### Питомцы
Система введена в акте 9. Позволяет игроку иметь питомца. Типов питомцев в игре 8, включая яйцо из которого они вылупляются. Это Грифон, Кролик, Единорог, Дракон, Умный лис, Белый тигр, Лев. Каждый питомец увеличивает одну из характеристик хозяина. Бонус зависит от уровня питомца. Всего уровней 5. Чтобы увеличивать характеристику хозяина, питомец должен быть вызван. Питомец может умереть, если хозяин не успел его покормить, или если хозяин умер во время того, как питомец был вызван. Каждый питомец имеет 2 жизни. Можно оживить зверя специальными свитками. Также можно давать питомцу имя. Кормить все время яйцо не требуется, так как оно не просит его, в отличие от уже существующих питомцев.

### Стихии
Почти каждый монстр связан с одной из 5-ти стихий: огнём, водой, землёй, ветром или молнией. Каждый элемент из цепи элементов является сильнее следующего элемента, но слабее предыдущего:
огонь -> ветер -> земля -> молния -> вода -> огонь
Оружие и костюмы могут быть «стихийными» если в них вставлены соответствующие арканы. В этом случае оружие будет наносить дополнительный урон монстру со стихией, которая слабее его. А одежда будет увеличивать защиту от монстра с более слабой стихией.

### Полёт
Мир FlyFF отличается полётами. Полёты доступны любому персонажу, достигшему 20-го уровня. В качестве летательного средства могут быть использованы скейт или метла. Встречаются и более редкие летательные аппараты: тучка, огненный болид, крылья и многое другое. Игра получила название именно благодаря развитой системе полётов. Полёт — это совершенно обычный(а в некоторых случаях единственный) способ передвижения между островами. Во время полёта персонаж может быть атакован только летающими монстрами, наземные его не тронут.

## Музыка
Музыка к игре была написана SoundTeMP(Корея) в 2003 году.